# نيكولاس بلومبرجن
نيكولاس بلومبرجن (بالهولندية:Nicolaas Bloembergen)‏ (11 مارس 1920 - 5 سبتمبر 2017) هو عالم فيزيائي هولندي حاز على جائزة نوبل للفيزياء عام 1981 وشاركه فيها العالمان آرثر شاولو، وكاي سيجبان عن إنجازاتهم في التحليل الطيفي بالليزر.
ولد بلومبرجن في 11 مارس 1920 وحصل على جنسية الولايات المتحدة الأمريكية. وقد قام بلومبرجن مع شاولو بدراسة خواص المادة التي لا يمكن مشاهدتها بدون أشعة الليزر. كما قام بتطوير جهاز الماسر الذي ابتكره شارلز تاونز، وعمل أستاذا بجامعة أريزونا. توفي يوم 5 سبتمبر 2017 عن عن عمر يناهز 97 سنة.

## روابط خارجية
- نيكولاس بلومبرجن على موقع الموسوعة البريطانية (الإنجليزية)
- نيكولاس بلومبرجن على موقع مونزينجر (الألمانية)
- نيكولاس بلومبرجن على موقع إن إن دي بي (الإنجليزية)